# Slaget vid Kliszów
Slaget vid Kliszów var ett fältslag som utkämpades den 9 juli 1702 (enligt den svenska kalendern; 8 juli enligt den julianska och 19 juli enligt den gregorianska) under det stora nordiska kriget. En svensk armé under kung Karl XII mötte en dubbelt så stor sachsisk-polsk armé under kung August (II) den starke.
Under krigets andra år, till följd av de svenska segrarna vid Narva och Düna, inledde Karl XII ett fälttåg i Polsk-litauiska samväldet i syfte att utmanövrera August II:s sachsiska trupper och skapa osämja i den polska republiken för att avsätta August II som polsk kung. I maj 1702 erövrade Karl XII huvudstaden Warszawa, men då August II befann sig i Kraków och kraftsamlade sina trupper kallade Karl XII på svenska förstärkningar för att förfölja honom och besegra hans armé i en avgörande drabbning. Han lämnade Warszawa i mitten av juni och i början av juli var de båda kungarnas arméer i några mils avstånd från varandra söder om staden Kielce. Efter smärre skärmytslingar och med ankomsten av nya förstärkningar var Karl XII redo att anfalla August II:s armé, som intagit en stark ställning vid byn Kliszów.
På eftermiddagen den 9 juli genomförde Karl XII med sin armé en vänsterrörelse i syfte att omfatta den sachsiska högerflygeln. Vid detta skede förlorade kungen sin kusin, hertig Fredrik IV av Holstein-Gottorp, som dödades av en falkonettkula. Samtidigt som detta skedde anlände den polska kronarmén för att bistå August II, som hotade att göra en dubbel omfattning av såväl den svenska vänsterflygeln som resten av den svenska armén. Karl XII beordrade därför att förstärka vänsterflygeln med infanteribataljoner från centern. De svenska flyglarna lyckades uthärda de sachsisk-polska kavalleriattackerna, varefter det sachsisk-polska kavalleriet drevs bort från slagfältet och det svenska kavalleriet och infanteriet kunde gemensamt anfalla det sachsiska infanteriet, som efter en hård strid tvingades till reträtt. De sachsisk-polska förlusterna efter slaget uppskattades till omkring 4 400 man medan svenskarnas förluster uppgick till 1 100 man.
August II retirerade efter slaget till Sandomierz med stora delar av sin armé intakt och behärskade fortfarande stora delar av Polen. Men hans militära makt över samväldet blev kraftigt försvagad och den polska enigheten rämnade. Slaget slutade med en taktisk och politisk seger för Karl XII, men innebar inte det avgörande som han hade hoppats på.

## Bakgrund
Den 12 februari 1700 inleddes stora nordiska kriget i och med att Polens kung och Sachsens kurfurste August (II) den starke och hans sachsiska trupper korsade floden Düna och belägrade staden Riga i den svenska provinsen Livland. I samband med August II:s anfall genomförde kung Fredrik IV av Danmark ett angrepp mot hertigdömet Holstein-Gottorp, Sveriges bundsförvant sedan flera år tillbaka, liksom Ryssland under tsar Peter I, som i september 1700 invaderade den svenska provinsen Ingermanland och inledde en belägring av Narva i Estland. Dessa tre länder hade i hemlighet enats om en gemensam pakt som gick ut på att anfalla Sverige från tre fronter, och vart och ett hade som syfte att vinna tillbaka de landområden som förlorats till Sverige under tidigare krig. Den svenska armén under kung Karl XII:s befäl avvärjde först det danska hotet genom en framgångsrik landstigning vid Humlebæk på Själland den 25 juli 1700, vilket tvingade Fredrik IV att dra sig ur kriget den 8 augusti samma år under freden i Traventhal. Därefter tvingades ryssarna utrymma Ingermanland efter deras förkrossande nederlag mot Karl XII:s huvudarmé i slaget vid Narva den 20 november.

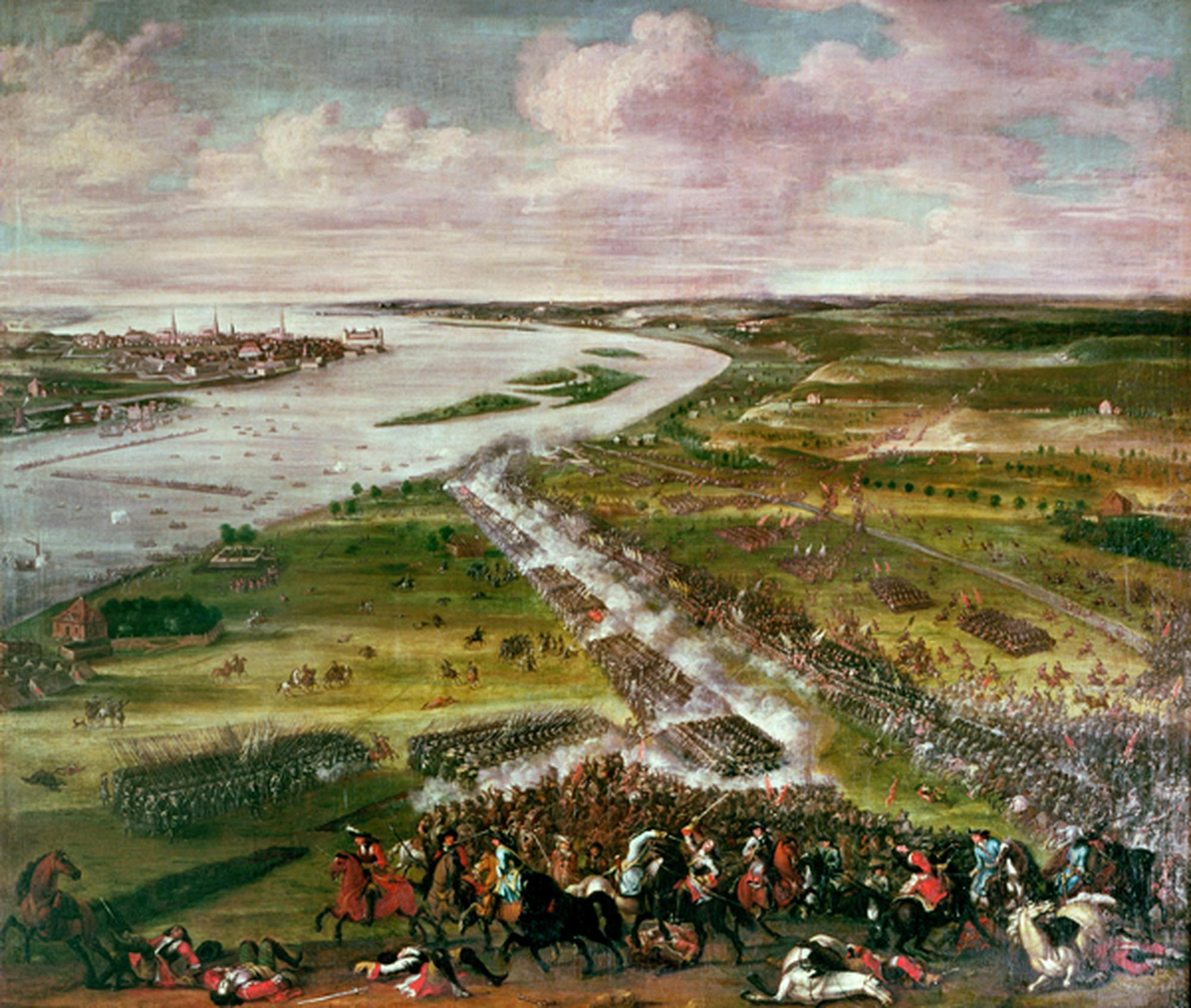
Slaget vid Düna den 9 juli 1701. Målning av Daniel Stawert.

På sin marsch mot Riga besegrade Karl XII en sachsisk-rysk armé i slaget vid Düna den 9 juli 1701. Majoriteten av de sachsisk-ryska trupperna under fältmarskalk Adam Heinrich von Steinau retirerade från slaget i relativt ordnade former, vilket gjorde att Karl XII misslyckades med att få till ett avgörande mot August II. Den svenska armén tågade sedan in och ockuperade hertigdömet Kurland. Karl XII beslutade därefter att genomföra ett fälttåg i Polen för att utmanövrera August II:s trupper och avsätta honom som polsk kung, innan han skulle gå vidare mot Ryssland. Flera av kungens rådgivare, liksom polska magnater och utländska diplomater, oroade sig för kungens krigsplaner och i synnerhet hans plan på att avsätta August II. Den polska republiken var fortfarande neutral eftersom August II hade anfallit svenska Livland i egenskap av kurfurste av Sachsen, inte som kung av Polen.

### Fälttåget i Polen
I början av februari 1702 tågade Karl XII in i Litauen med 14 000 man. Han lämnade 25 000 man i de svenska Östersjöprovinserna, som fördelades till olika garnisoner utan gemensam ledning, och 4 000 man under generalmajor Carl Magnus Stuart i Kurland. Den 29 mars 1702 lämnade Karl XII Litauen och gick med huvudarmén mot Warszawa. Både August II och polska republikens främste man, kardinalprimas Michał Stefan Radziejowski, lämnade huvudstaden och den 14 maj intog Karl XII Warszawa utan strid. Där förhandlade han med polska adelsfaktioner som stod i opposition mot August II, dock utan något resultat. Han fick därefter underrättelser om att August II hade flytt till Kraków och kraftsamlade sina sachsiska trupper. Den 24 maj skickade han order till general Nils Gyllenstierna i svenska Pommern att genast rycka fram med 10 000 man mot Kraków. Den 2 juni gav han order till generalmajorerna Carl Mörner och Magnus Stenbock att med sina 4 000 soldater från Vilna i Litauen, liksom till generalmajor Georg Johan Maidel med sina trupper i Kurland, att ansluta sig till honom. Maidel skulle dock inte röra sig förrän den 17 juni och befann sig därför långt ifrån den svenska huvudarmén. Från Gyllenstierna fick Karl XII rapport att han fortfarande var kvar med sina trupper i Stettin, varpå kungen beslöt att inte invänta honom i Warszawa.
Den 16 juni avtågade Karl XII från Warszawa med 4 kavalleriregementen och 4 infanteriregementen, totalt 8 000 man, och lämnade några tusen man till stadens garnison. Under marschen skickade kungen i förväg överstelöjtnant Axel Gyllenkrok för att med 500 ryttare och 300 fotsoldater indriva kontributioner från närområdet, liksom återkommande bud till Mörner om att dennes trupper skulle så fort som möjligt genomkorsa floden Weichsel och återförenas med honom. Samma dag som kungen avtågade slog han läger vid Tarczin på vägen till Kraków. Han fortsatte sedan vidare genom Grójec och Łęczeszyce och slog läger under några dagar i Nowe Miasto. Marschen fortsatte sedan via Drzewica och Gowarczów till Radoszyce, där de slog läger under några dagar. Den 1 juli fick Karl XII rapport av Gyllenkrok om att han hade svårigheter att insamla tillräckligt med kontributioner, varpå kungen beslutade att armén skulle gå västerut till staden Kielce i Lillpolen, där det skulle finnas rikliga livsmedelsförråd och där han skulle få lättare kontakt med Mörner och Stenbocks trupper. Dessa befann sig sedan den 26 juni i Lublin, varefter de via Kazimierz Dolny korsade Weichsel den 29 juni. I Wierzbica den 5 juli fick Mörner och Stenbock oväntat träffa Karl XII, som från Kielce genomförde en 16 mil lång ritt på två dagar för att ge dem en muntlig instruktion om marschriktning till hans läger, varefter kungen återvände till sina trupper den 6 juli, och beordrade dessa att avtåga söderut.
August II fick underrättelser om Karl XII:s antågande och uppmanades av generallöjtnant Jacob Heinrich von Flemming att marschera norrut och med en stor armé besegra Karl XII innan han hunnit förena sig med Gyllenstiernas trupper. Vid underrättelsen om Gyllenstiernas uppbrott ifrån Stettin, avtågade August II den 2 juli från Kraków med en sachsisk armé på 15 000 man. Den 6 juli slog han läger vid byn Kliszów, som låg 3 mil söder om Kielce. Senare den 8 juli fick han underrättelse om att den polska kronarmén under hetman Hieronim Augustyn Lubomirski var i antågande och befann sig endast 1 mil från Kliszów.

### Upptakten till slaget
Den 7 juli anlände Karl XII och den svenska huvudarmén till byn Obice, åtta kilometer norr om Kliszów. Kungen hade redan den 2 juli detacherat överste Johan August Meijerfeldt som med 600 ryttare skulle rekognoscera de sachsiska truppernas ställningar vid staden Pińczów 12 kilometer söder om Kliszów. På vägen dit blev Meijerfeldt överfallen av 200 kosacker och valakryttare i en skog nära Obice. 30 svenska dragoner under kapten Tomas Funck slog tillbaka deras anfall, varpå de tvingades retirera med svåra förluster som följd. Meijerfeldt återvände till Karl XII den 5 juli och avlägga rapport om händelsen. Kungen var ivrig på att genomföra ett överraskningsanfall mot August II på morgonen den 8 juli, men på inrådan av generallöjtnant Carl Gustaf Rehnskiöld beslutade han att invänta ytterligare en dag efter Mörners och Stenbocks trupper.
På morgonen den 8 juli blev ryttmästare Carl Gustaf Örnestedts förposter nära arméns fältläger vid Obice överfallna av 200 sachsiska soldater och ett hundratal valaker under generalmajor von Brause, som beordrats av August II att inhämta underrättelser om svenskarnas läge. Örnestedt lyckades slå tillbaka anfallet och sachsarnas förluster uppgick till ett tjugotal stupade eller sårade och mellan 8 och 9 tillfångatagna. Bland svenskarna stupade ryttmästare Gustaf Fägerskiöld ihop med några ryttare. När kungen fick larmrapport begav han sig genast dit för att med egna ögon rekognoscera den tidigare striden. På kvällen samma dag anlände till sist Mörners och Stenbocks trupper, som nu avslutade sin fem månader långa expedition från Vilna till det kungliga lägret. Till följd av deras forcerade marscher var deras trupper mycket utmattade, flera var sjuka och deras hästar var utsvultna och avmagrade. Trupperna fick några timmars sömn innan de morgonen därpå fick order om uppställning.
På morgonen den 9 juli, på årsdagen av slaget vid Düna, gick ett falskt rykte om att den sachsiska armén hade börjat röra på sig. Klockan sex på morgonen gav Karl XII order att trupperna skulle hålla korum och utdela fältropet "Med Guds hjälp". Sedan gavs order om uppbrott, varefter trupperna uppdelades i fyra kolonner och avtågade söderut mot Kliszów i skydd av en stor skog och mellanliggande höjder. Man vidtog åtgärder för att ge intryck av att det endast var en mindre spaningsstyrka och inte hela armén som var på marsch, och trupperna beordrades att marschera med sänkta vapen och fälttecken. Sachsiska spaningspatruller vid skogens västra bryn fick syn på vissa svenska förband, men de fick uppfattningen att dessa var eftertrupper som skulle maskera en större svensk reträtt. När svenskarna anlände till ett fält utanför skogens södra bryn fick Karl XII syn på de sachsiska ställningarna nära Kliszów, varpå han lät göra höger om och rangerade sina trupper i slagordning. Vid tiotiden fick de sachsiska trupperna syn på Karl XII:s armé, varpå August II lät slå larm med två kanonskott och rangerade sina trupper till strid.

## Valplatsens terräng
Valplatsen för det kommande slaget låg 3 mil söder om Kielce och 7,5 mil nordöst om Kraków, på ett område som dominerades av våtmarker, ekskogar och höjdpartier. Runt valplatsen fanns de små byarna Rebów i väst, följt av Kliszów, Kokot i söder, Kije, Lipnik, Wymoslów i öst, Górki, Wierzbica och Borczyn i norr. Svenskarna hade sitt fältläger vid Obice norr om deras senare samlingsplats vid Borczyn, som båda separerades av en stor skog som kunde dölja svenskarnas frammarsch. Det sachsiska lägret sträckte sig strax öster om Kliszów. Strax väster om byn rann floden Nida genom ett större sumpområde. Söder om både Kliszów och Kokot låg Hajdaszekskogen. Den sachsiska armén utnyttjade såväl floden som skogen som flankskydd. Strax öster om byn och framför sachsarnas förläggningsområde låg Kulakihöjden, som var 220 meter hög och vars framsida skyddades av en morasfylld bäck som löpte från Nida. Nära höjden hade de sachsiska trupperna grävt både löp- och vallgravar, och placerade artilleriet på toppen av höjden och spanska ryttare på dess sluttningar. Den sachsiska centern stod mellan artilleriet och lägret. Vänsterflygeln placerades på en ås bakom Rebów och högerflygeln stod framför Kotot med front mot nordöst.

## Slagordning

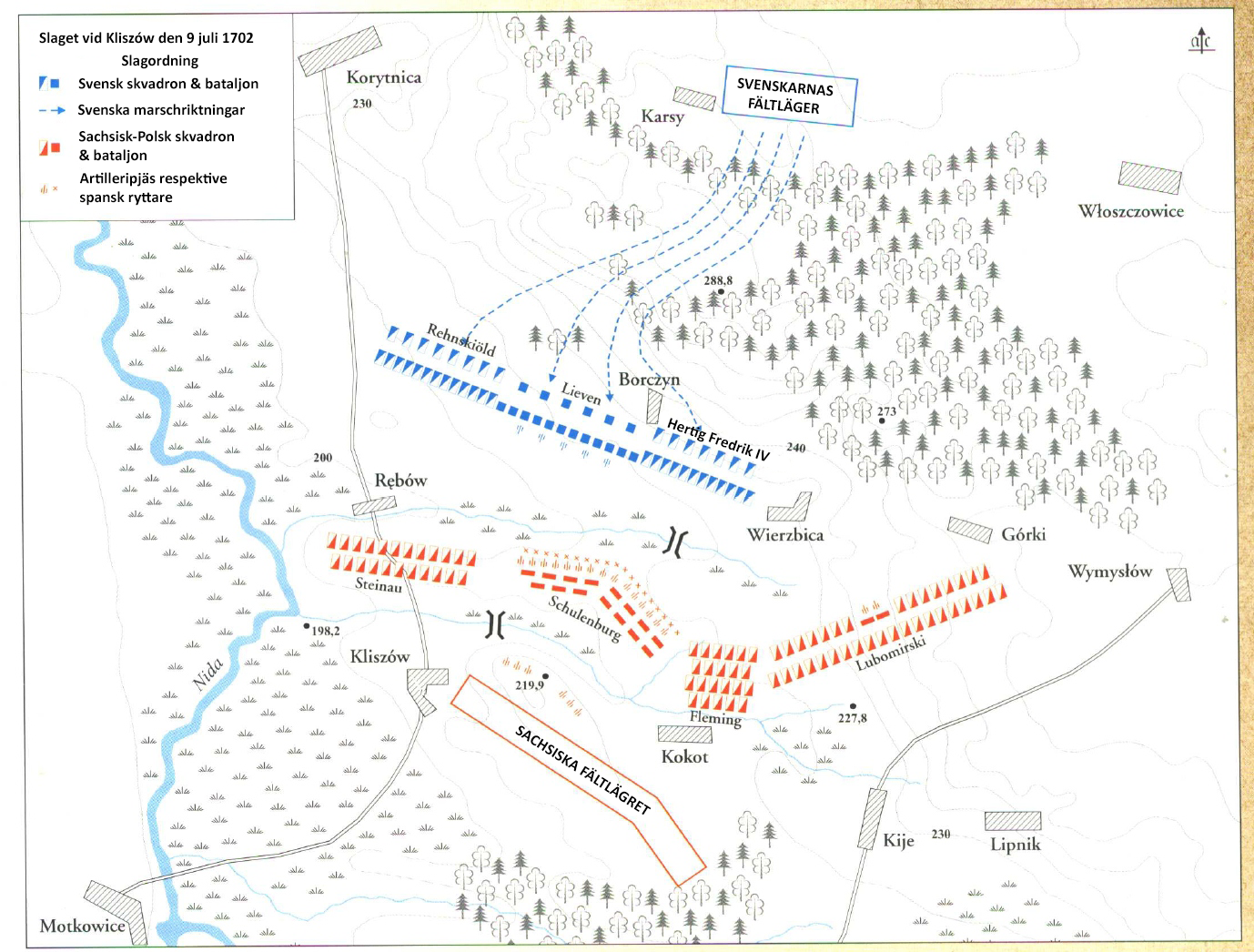
Truppernas slagordning.

### Svenska armén
Den svenska armén bestod av sammanlagt 16 230 man med 4 fyrpundiga regementskanoner, med en effektiv stridande styrka på omkring 12 000 man. Den stridande styrkan utgjordes av 8 000 fotsoldater fördelade mellan 18 bataljoner, och 25 kavalleriskvadroner och 12 dragonskvadroner på totalt 4 000 man. Trupperna rangerades i två linjer (träffen) framför Borczyn, med infanteriet i centern och kavalleri på båda flyglarna. Den första träffen bestod av 25 skvadroner och 12 bataljoner; den andra av 15 skvadroner och 6 bataljoner.
Karl XII tog befälet över den svenska högra kavalleriflygeln, med stöd av generallöjtnant Rehnskiöld. Den första träffen stod under generalmajor Mörner och den andra under generallöjtnant Jakob Spens. Flygeln utgjordes av 21 skvadroner, bestående av Drabantkårens skvadron under generalmajor Arvid Horn, Livregementet till häst, med 7 skvadroner på den första träffen under major Carl Gustaf Creutz och 3 skvadroner på den andra under ryttmästare Peter Wetzler, Livdragonregementets 3 skvadroner under överste Hugo Johan Hamilton och Östgöta kavallerirregemente, med 4 skvadroner på den första träffen under överstelöjtnant Jacob Burensköld och 4 skvadroner på den andra under major Starkenfelt. Den vänstra flygeln stod under hertig Fredrik IV av Holstein-Gottorp, med stöd av kavallerigeneral Otto Vellingk. Flygeln utgjordes av 19 skvadroner ur Livregementet till häst, Livdragonregementet, Södra skånska kavalleriregementet, med 6 skvadroner på den första träffen under överstelöjtnant Johan Ridderschantz och 2 skvadroner på den andra under major Mörner, och Smålands kavalleriregemente, med 3 skvadroner på den första träffen under överstelöjtnant Johan Stålhammar och 5 skvadroner på den andra under major Mörner. Generalmajor Alexander Stromberg var chef för den första träffen och generalmajor Carl Nieroth var chef för den andra.
Centerns 17 bataljoner utgjordes av Livgardets 4 bataljoner under generalmajor Knut Posse, Dalregementets 2 bataljoner under överstelöjtnant Gustaf Henrik von Siegroth och kapten Carl Svinhufvud, Kalmar regementes 2 bataljoner under överste Gustaf Ranck och överstelöjtnant Erik Silfversparre, Närke-Värmlands regementes 2 bataljoner under överste Carl Gustaf Roos och överstelöjtnant Johan Cronman, Upplands regementes 2 bataljoner under överstelöjtnant Carl Fredrik von Holst och major Carl Ludvig von Post, Västerbottens regementes 2 bataljoner under överste Reinhold Johan von Fersen och major Lars Björnhufvud och Västmanlands regementes 2 bataljoner under överste Axel Sparre och överstelöjtnant Mathias Fredrik von Feilitzen samt 1 bataljon ur Östgöta tremänningsregemente under överstelöjtnant Claes Ekeblad. Centern anförtroddes till generallöjtnant Bernhard von Liewen, med generalmajor Stenbock som chef för den första träffen och generalmajor Posse som chef för den andra. Den svenska trossen beskyddades av 100 dragoner ur Henrik Otto von Albedyls dragonregemente under major Johan Reinhold von Trautvetter och en bataljon ur Upplands tremänningsregemente under Nils Hammarhjelm.
I Karl XII:s generalstab ingick generaladjutant Gustaf Adam Taube som utfärdade order via högerflygeln, generaladjutant Georg von Buschwaldt som utfärdade via centern och generaladjutant Carl Gustaf Dücker som utfärdade via vänsterflygeln. Vid kungens omedelbara närhet fanns generalmajor Albedyl, överstarna Anders Lagercrona och Meijerfeldt, generalkvartermästare Gerdt Ehrenschantz och fortifikationsmajor Johan Christian von Scheven.

### Sachsisk-polska armén
Den sachsiska armén bestod av sammanlagt 22 230 man, med en effektiv stridande styrka på totalt 16 500 man. Den stridande styrkan utgjordes av 7 145 fotsoldater fördelade mellan 16 bataljoner och 44 kavalleriskvadroner och 24 dragonskvadroner på totalt 9 000 man. Sachsarna hade 46 artilleripjäser med 355 artillerister, varav drygt hälften var grova tolvpundiga kanoner och resten var fyrpundiga regementskanoner. Den sachsisk-polska armén hade därmed en överlägsenhet i både antalet kanoner och kavalleri. Armén stod under August II:s befäl. Den sachsiska vänsterflygeln stod under fältmarskalk Steinau, med den danske generalmajoren Adam Fredrik von Trampe som chef för den första träffen och generalmajor Francuz de Plessis som chef för den andra. Centern stod under generallöjtnant Johann Matthias von der Schulenburg, med stöd av generalmajorerna Denhoff, Venediger och Ostromirski. Den högra flygeln stod under generallöjtnant Flemming, med generalmajor Marschewitz som chef för den första träffen och generalmajor von Beust som chef för den andra. Den polska kronarmén under befäl av hetman Lubomirski stod också på den högra flygeln.
Centerns 16 bataljoner utgjordes på den första träffen av Sachsiska och Polska gardets 4 bataljoner under Stanisław Ernest Denhoff, Kurprinsens regementes 2 bataljoner, Wolf Dietrich von Beichlingens regementes 2 bataljoner och Drottningens regementes 2 bataljoner, medan på den andra träffen av Steinaus regementes 2 bataljoner, Görtz regementes 2 bataljoner och Pistoris regementes 2 bataljoner. Den högra kavalleriflygeln bestod av omkring 3 000 man, utgjordes av Livgardet till hästs 10 skvadroner, Livdragonregementets 6 skvadroner, Joachim R. Goltz dragonregementes 6 skvadroner, Kurprinsens kyrassiärregementes 6 skvadroner och Eichstädts kyrassiärregementes 6 skvadroner. Den vänstra kavalleriflygeln bestod av omkring 4 000 man, och utgjordes av Steinaus kyrassiärregementes 6 skvadroner, Carl G. Jordans kyrassiärregementes 6 skvadroner, Drottningens kyrassiärregementes 6 skvadroner, Livgardet till hästs 4 skvadroner, Milkaus dragonregementes 6 skvadroner och Kurprinsens dragonregemente 6 skvadroner.
Den polska kronarmén bestod av mellan 1 350 och 1 450 bevingade husarer, mellan 4 000 och 4 200 ryttare, mellan 560 och 600 fotsoldater och 159 artillerister. Det polska kavalleriet bestod således av omkring 5 900 och 6 200 man och ihop med det polska infanteriet och artilleriet (mellan 4 och 5 kanoner) bestod kronarmén av mellan 6 500 och 6 800 soldater. Den var uppdelad i 11 regementen fördelade i 109 skvadroner: Kung August II:s kavalleriregementes 9 skvadroner, Prins Augusts kavalleriregementes 9 skvadroner, Lubomirskis kavalleriregementes 9 skvadroner, Adam Mikołaj Sieniawskis kavalleriregementes 9 skvadroner, Karol S. Radziwiłłs kavalleriregementes 9 skvadroner, Marcin Kątskis kavalleriregementes 9 skvadroner, Rafał Leszczyńskis kavalleriregementes 9 skvadroner, Jerzy Dominik Lubomirskis kavalleriregementes 8 skvadroner, Atanazy Miączyńskis kavalleriregementes 9 skvadroner, Stefan Aleksander Potockis kavalleriregementes 9 skvadroner, Jan Sobieskis kavalleriregementes 9 skvadroner och valakiska kavalleriregementets 13 skvadroner. Det polska infanteriet bestod av Lubomirskis ungerska infanteriregemente samt legosoldater under artillerigeneral Marcin Kątskis ledning. Den första träffen bestod av 12 skvadroner eller 2 600 ryttare under Lubomirskis ledning, medan den andra bestod av 14 skvadroner eller 3 000 man under hetman Sieniawski. I mitten av de båda träffen placerades de polska kanonerna och infanteriet.

## Slaget

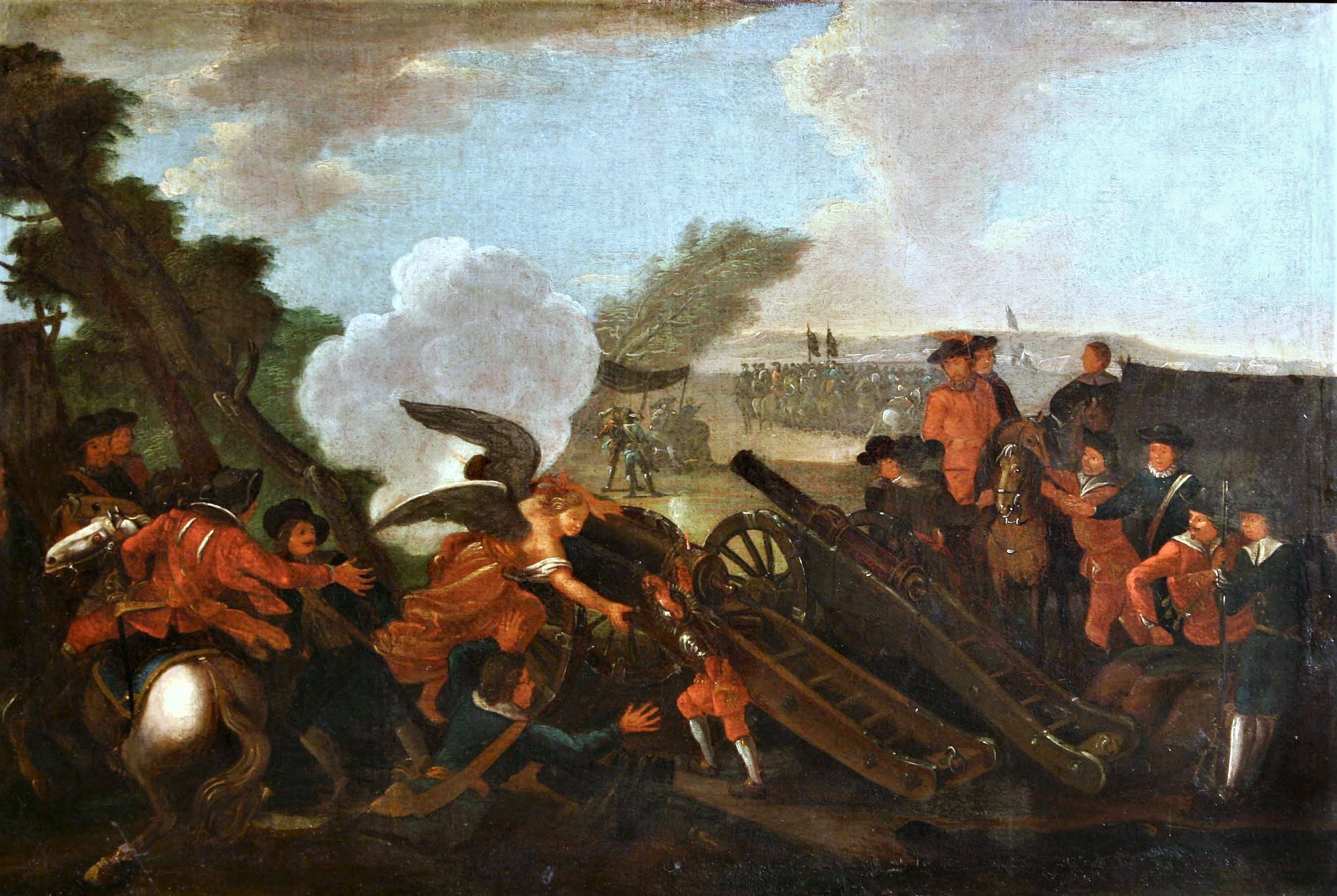
Slaget vid Kliszów av en okänd konstnär.

Karl XII:s första avsikt var att genomföra ett frontalanfall mot det sachsiska infanteriet på Kulakihöjden, men en rekognoscering av våtmarkerna framför sachsarnas fördelaktiga ställning gav vid handen att en sådan manöver skulle bli komplicerad att genomföra. Därför beslöt han om en djärv vänsterrörelse av hela den svenska armén för att på så sätt kringgå morasen. Armén skulle marschera uppför sluttningen nära byn Wierzbica, för att därifrån angripa och omfatta den sachsiska högerflygeln. Sachsarna avsåg att angripa svenskarna från två håll under deras rörelse. Den vänstra flygeln skulle gå över Rebów för att angripa Rehnskiölds styrka samtidigt som det sachsiska infanteriet ryckte fram i nordlig riktning rakt mot Borczyn. Den högra flygeln skulle möta den svenska kringgången. En mycket obehaglig överraskning uppenbarade sig för den svenska armén då den polska kronarmén plötsligt kunde skymtas bortom byn Kije. Med denna utveckling skulle den svenska vänsterrörelsen bli mycket sårbar för en kniptångsmanöver av den högra sachsisk-polska kavalleriflygeln, som nu omfattade omkring 9 000 ryttare mot endast 2 000 inom den svenska vänsterflygeln.
Karl XII tvingades snabbt till en defensiv genom att snabbt bege sig till den svenska vänsterflygeln och organisera en kavallerifront mot det polska kavalleriet och anskaffa förstärkningar från den svenska infantericentern som skulle klara befarade polska kavallerianfall mot vänsterflygeln. Under Stenbocks befäl omgrupperades infanteriet och i språng ryckte nio bataljoner från Dal-, Kalmar, Närke-Värmlands, Upplands och Västmanlands regementen in i de vidgade luckorna mellan skvadronerna. Kungen gav även order till Västerbottens regemente och Upplands tremänningsregemente att rycka in mellan luckorna i den svenska högerflygeln. Samtidigt lyckades kronarmén klämma sig in och skymma sikten för den sachsiska högerflygeln söder om Kotot, som gav konsekvensen att sachsarna inte fick tillräckligt med manöverutrymme för att utföra sitt eget anfall. Under den halvtimme som tog att genomföra dessa rörelser avfyrade det sachsisk-polska artilleriet flera salvor mot svenskarna, på 1 500 meters avstånd med begränsad verkan. De svenska regementskanonerna besvarade elden.
Den förstärkta svenska vänsterflygeln sökte förekomma det förväntade polska anfallet. Strax före klockan två på eftermiddagen framryckt den vänstra kavalleriflygeln under hertig Fredrik IV mot kronarmén. Redan i inledningen av marschen blev hertigen dock träffad i korsryggen av en sachsisk falkonettkula, varpå hertigen fördes bort till en närliggande ekdunge och avled några timmar senare. Befälet över hela vänsterflygeln överfördes till Vellingk. De svenska ryttarna tvingades ge vika för 600 bevingade husarer, som strax ryckte fram mot de svenska bataljonerna uppställda på kavalleriflygelns luckor.
| ”                | I förstone uti rätt god ordning uppå de våra och höll sig väl nog emot första salvan av vårt infanteri; men efter den andra salvan ville den intet längre tåla elden, utan begynte gå tillbaka så fort som våra avancera kunde, och kommo omsider alldeles utur siktet. | „ |
| – Otto Vellingk. | |   |

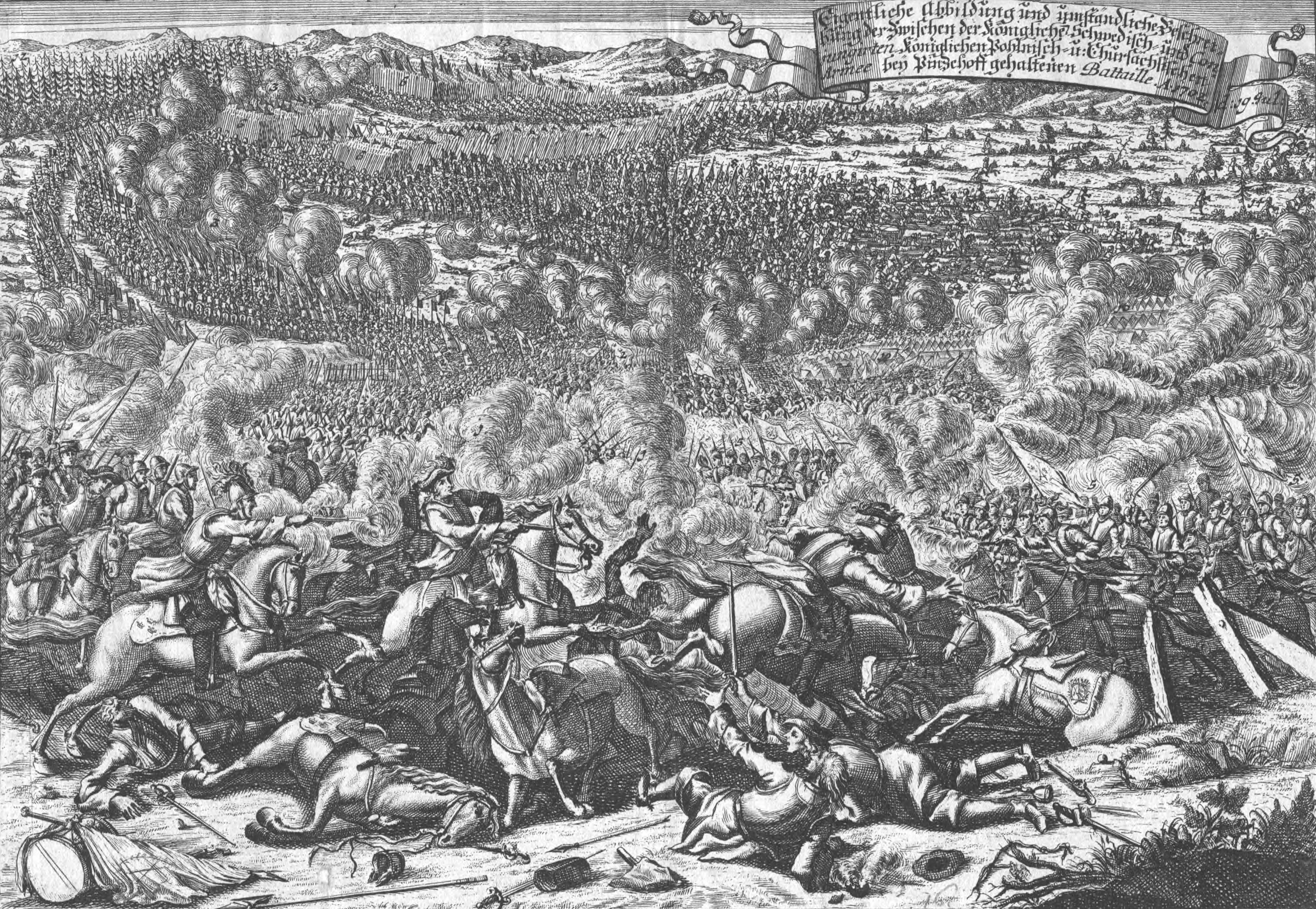
Samtida kopparstick över slaget vid Kliszów.

Med den andra svenska salvan från de svenska bataljonerna, liksom avskräckta av de svenska pikenerarna, blev de polska kavallerianfallen tillbakaslagna. Smålands och Skånska kavalleriregementen genomförde därefter ett motanfall som fick Lubomirskis polska kavalleri att hamna omgående i oordning. På grund av bristfällig koordinering och förtroende mellan de polsk-sachsiska förbanden beslutade Lubomirski att kronarmén skulle slå till reträtt. De svenska ryttarna jagade efter polackerna ända till Kije innan de beordrades att avbryta förföljelsen. Den trängda sachsiska högerflygeln försökte under tiden bredda utrymmet genom att anfalla Vellingks förstärka vänsterflygel. Träffpunkten kom emellertid att bli mot tre bataljoner ur Upplands, Närke-Värmlands och Västerbottens regementen från den svenska centern. Vellingk lyckades därefter i spetsen för fyra skånska skvadroner anfalla de sachsiska dragonerna både frontalt och i flanken. Angreppet fullbordades sedan av en värmländsk bataljon. På mindre än en timme tvingades den sachsiska högerflygeln till en vild flykt och förbindelsen bakåt för den sachsiska armén blev i praktiken avskuren. I denna strid fick Flemming två sår och en häst skjuten under sig.

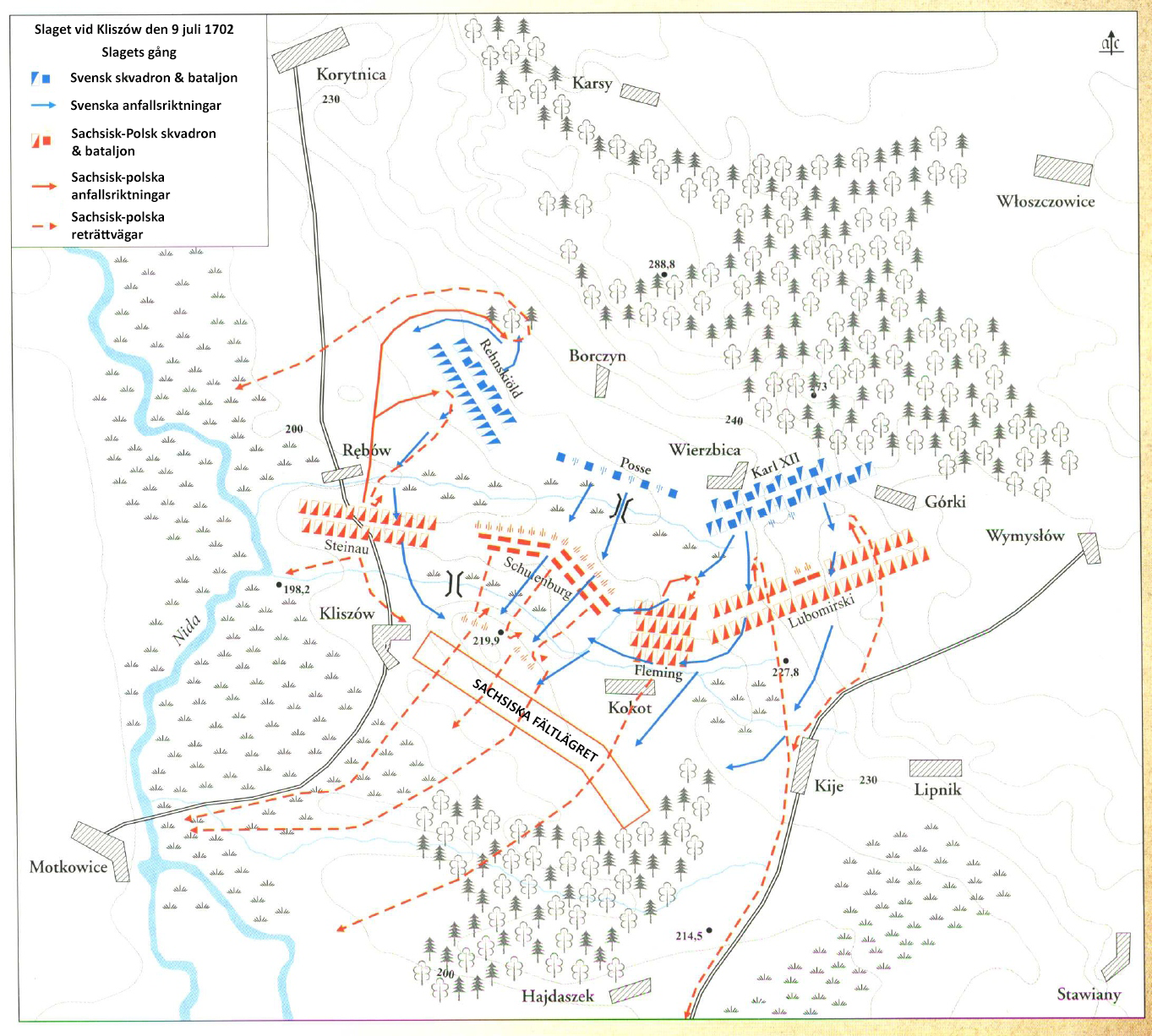
Slagets gång.

Vid tvåtiden på eftermiddagen, parallellt med striderna mot den svenska vänsterflygeln, hade den sachsiska vänsterflygeln under Steinau gått över moraset på faskiner vid Rebów och framryckte snabbt mot Rehnskiölds trupper, som var under omgruppering, i hopp om att skära av dennes trupper från den svenska centerns infanteri. Steinau och Trampe genomförde en kringgående rörelse och anföll Rehnskiöld både frontalt, i flanken och i ryggen. Med 34 sachsiska skvadroner mot 21 svenska, vilka dessutom bestod av 125 ryttare mot 100, tycktes utgången vara given. Rehnskiöld observerade faran och skickade snabbt generaladjutant Taube till Karl XII på andra sidan slagfältet med anhållan om hjälp, varefter kungen svarade att Rehnskiöld måste hålla stånd på egen hand. Rehnskiöld fick därför göra helt om och rangerade Västerbottens regemente, Upplands tremänningsregemente och Livregementets skvadroner i fyrkantsformationer med front mot alla håll för att möta det sachsiska anfallet. Den följande striden blev häftig och blodig. Sachsarna avfyrade en salva som fällde flera av Livdragonregementets främsta led, men dessa fick understöd av Drabantkåren som snabbt slog tillbaka sachsarnas första anfall. Rehnskiölds kavalleri genomförde snabbt en motattack genom en kavallerichock som sprängde flera sachsiska förband. Den styrka som Steinau återsamlat anföll ytterligare en gång svenskarna öster om Rebów, men tvingades åter att ge vika. Med stor möda lyckades flera sachsiska kavalleriregementen rädda sig, medan andra sachsiska förband drevs ned i moraset och omkom. En överbliven samling sachsiska ryttare besatte sedan en höjd, varifrån de anföll de svenska ryttare som passerade moraset. Efter ett ursinnigt anfall från Drabantkåren tvingades även dessa att retirera.
En bit in på eftermiddagen var det sachsiska infanteriet på Kulakihöjden ännu intakt och vid deras ställning samlades spridda sachsiska kavalleriavdelningar. Vid tretiden genomförde svenskarna flera koordinerade anfall mot Kulakihöjden: Rehnskiöld anföll från väst, Posse norrifrån och Karl XII och Vellingk från öst. På grund av de tidigare kavalleristriderna bildades stora dammoln och krutrök som drivit fram i låglinjen med sydostlig vind, vilket försvårade de sachsiska kanonernas sikte. Med denna fördel marscherade åtta bataljoner från den svenska centern, bestående av Livgardet, Upplands regemente, Västerbottens regemente och Östgöta tremänningsregemente, längs de trånga passagerna över moraset, rusade förbi de spanska ryttarna under häftig artillerield uppför höjdens sluttningar, och genomförde ett ursinnigt anfall till priset av att Livgardet kom att stå för huvuddelen av de svenska förlusterna i hela slaget. När svenskarna slutligen erövrade det sachsiska lätta regementsartilleriet vändes pjäserna mot sachsarnas egna styrkor med god verkan. Steinaus regemente tvingades lägga ner sina vapen under detta skede.
Schulenburg lyckades samla betydande delar av de retirerande sachsiska regementena till en ny ställning på Kulakihöjden. Men på grund av trycket från alla sidor beslutade August II vid halv fyratiden om ett återtåg till Hajdaszekskogen, där en första återhämtning skulle ske, varefter de skulle fortsätta vidare till Pinczów och vägen till Kraków. August II tog befälet över några kvarvarande skvadroner som skulle vägleda reträtten och lämnade vissa eftertrupper som skulle täcka hans reträtt. Skvadroner från den svenska vänsterflygeln avspärrade vägen till Pinczów vid fyratiden, och de sista spillrorna jagades bort eller togs tillfånga i det tidigare sachsiska lägret. Många sachsiska ryttare och soldater gick ner sig och drunknade i träsken bakom Kliszów och Rebów, medan svenska musketerare sköt mot dem "som vilddjur i nätet". Klockan halv fem på eftermiddagen kallade Karl XII tillbaka sina trupper från stridsfältet för att återsamlas till det erövrade sachsiska lägret. Mellan klockan fem och sex på eftermiddagen lät kungen "spela segersång med pukor och trumpeter" och korum hölls.

## Förluster

### Svenska armén
De svenska förlusterna under slaget uppgick till 300 i antalet stupade och mellan 500 och 900 i antalet sårade, med 800 sårade som den fastställda siffran bland historiker. Enligt andra källor stupade så många som 1 000 svenska soldater. Bland de stupade var hertig Fredrik IV och överstelöjtnant Ridderschantz, fem kaptener, fem ryttmästare, fem löjtnanter, två fänrikar, två regementskvartermästare och en korpral. Bland de sårade var generalmajorerna Posse, Horn och Spens, överstelöjtnant Stålhammar, en ryttmästare, tre majorer, två kaptener, tre fänrikar och två underofficerare. Livgardets förluster uppgick till 337 meniga och 34 officerare i både stupade och sårade. Vidare dödades 849 kavallerihästar, en fana förlorades och två soldater tillfångatogs, inklusive en officer.
Följande dag beordrade Karl XII att de stupade svenska soldaterna och officerarna skulle begravas med alla hedersbetygelser. Samma dag gav han sina trupper tillåtelse att plundra de sachsiska godsvagnarna som låg utspridda kring moraset, och gav order att varje sårad officer och underofficer i Drabantkåren och Livgardet skulle tilldelas en fjärdedels kanna vin och två kannor öl, som sedan fortsatte under de närmaste dagarna.

### Sachsisk-polska armén
Den sachsisk-polska armén förlorade omkring 2 000 soldater på slagfältet, närmare bestämt omkring 1 800 soldater enligt vissa källor. Enligt sachsiska relationer hade totalt 1 706 sachsiska soldater stupat och 231 officerare och meniga sårats. De polska förlusterna i slaget uppgick till omkring 80 stupade, varav 60 bevingade husarer. Totalt sårades omkring 1 500 sachsare och polacker, inklusive fältmarskalk Steinau, generallöjtnant Flemming och generalmajor Trampe.
Det sachsiska infanteriet förlorade omkring 1 000 man. Det sachsiska kavalleriets förluster uppgick till 828 man, varav 42 officerare och 594 meniga i antalet stupade och 35 officerare och 157 meniga i antalet sårade. 48 sachsiska och polska artilleripjäser erövrades av svenskarna, och bland de sachsiska artilleristerna hade 70 stupat, 39 sårats och 2 officerare tillfångatagits. Enligt andra beräkningar hade fyra sachsiska kavalleriregementen och fem sachsiska infanteriregementen en totalförlust på 1 406 man, fördelade mellan 475 stupade, 418 sårade och 513 försvunna. Omkring 1 700 man tillfångatogs, av vilka 1 100 var oskadda. I svenskarnas händer föll även August II:s fältkassa, det ryska sändebudets kistor på ett värde av 12 000 riksdaler, 60 fanor och standar, pukor, ammunitions- och persedelförråd samt ett flertal tält. Av de mest dyrbara krigsbyten var ett stort turkiskt tält som August II:s far Johan Georg III hade erövrat av osmanerna i slaget vid Wien 1683.

## Efter slaget

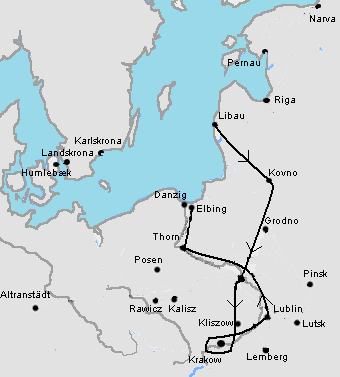
Karl XII:s polska fälttåg mellan 1702 och 1703.

Tack vare Schulenburgs aktioner i slagets slutskede kunde August II retirera med majoriteten av sina trupper. Men hans infanteri var i det närmaste förintat och han tappade i anseende hos polackerna, vilket rämnade den polska enigheten. Kardinal Radziejowski skulle efter slaget beveka Lubomirski att inte längre strida mot svenskarna. Svenskarna lyckades inte förfölja den sachsisk-polska armén och nederlaget blev inte avgörande, utan August II kunde dra sig tillbaka till Kraków för att få förstärkningar och sedan bege sig genom östra delen av Polen till Sandomierz. För Karl XII bidrog segern till en ökad operativ handlingsfrihet i Polen och en möjlighet för honom att använda samväldets försvagade läge till sin egen fördel.
Med hertig Fredrik IV:s död utropades dennes son Karl Fredrik till ny hertig av Hostein-Gottorp, under sin mor Hedvig Sofias och Fredriks bror Kristian Augusts förmynderskap. Hertigens lik balsamerades och fördes den 27 augusti till Gottorp av etatsrådsmedlemmen Georg Heinrich von Görtz. I Görtz eskort fanns flera sårade och handikappade svenska soldater, som var och en tilldelades 20 riksdaler för att resa tillbaka till Sverige.
| ” | Dheruti förmelte iagh om lyckeliga slaget och dhet, som numera utan tvifvel, gudh bättre, lärer vara mon coeur så väl bekant som oss här, dhen svåra och grufve-liga stora olyckan, som oss är tillstöter, at vij miist vår kiäre och dyre svåger härtigen, som vij aldrigh nogsampt tillfyllest kunna beklaga och bejämmera, hvilket giör all vår glädi[e] i sorgh. | „ |
| – Karl XII, Ur hans brev till sin syster Hedvig Sofia, skickat under augusti 1702 i fältlägret vid Kraków. | |   |

Den 10 juli beordrade Karl XII att major Creutz med 100 dragoner och kavalleri skulle inta Pińczów, dit kungen senare skickade alla sårade svenskar och sachsiska krigsfångar för vård. Resten av armén anlände dit de följande dagarna och slog läger nära Nidas stränder. Kungen beordrade att de sachsiska krigsfångarna som var oskadda efter slaget skulle infogas i den svenska armén. 900 av dessa tilldelades två månaders lön i förskott och skickades för garnisonstjänst till Svenska Pommern. Dessa gjorde dock myteri nära gränsen till Schlesien och skingrades, varav flera återvände till att tjäna August II. Karl XII beordrade senare överstelöjtnant von Feilitzen att bilda garnison i Pińczów för att bevaka de sårade och sjuka och insamla kontributioner från närområdet, medan kungen och resten av armén avtågade till Skalbmierz. Den 29 juli erövrade han Kraków och upprättade där sitt högkvarter. Under de följande veckorna i Kraków tillbringade Karl XII med fruktlösa fredsförhandlingar med August II och med att indriva kontributioner för huvudarméns underhåll. Vid ankomsten av Gyllenstiernas trupper kunde Karl XII i början av oktober avtåga till Lublin, där han slog vinterkvarter med 23 000 soldater.